# 卢卡·佩莱格里尼 (1999年)
卢卡·佩莱格里尼（義大利語：Luca Pellegrini；1999年3月7日—），意大利足球運動員，現效力意甲球會拉素，司職左後衛。

## 俱樂部生涯
盧卡·佩萊格里尼作為俱樂部的自主青訓系統球員，他17歲便入選了羅馬一線隊。
2017年7月15日，佩萊格里尼在球隊1-0戰勝捷克球隊斯洛瓦茨科的友誼賽中膝蓋前十字韌帶受傷，在進行了長達三個多月的治療後，開始隨隊進行正常訓練。
2018年4月17日，羅馬和佩萊格里尼完成續約，新合同中簽至2022年6月。
2019年7月1日，轉會至意甲球會尤文圖斯足球俱樂部。2019年8月20日，租借轉會至意甲球會卡利亞里足球俱樂部。
2020年9月，尤文圖斯官方宣佈，佩萊格里尼以租借的形式加盟热那亚。2020年12月，尤文圖斯和佩萊格里尼續約到2025年。2021年8月9日，跟隨尤文圖斯獲2021年甘伯盃亞軍。
他于2022年8月12日以为期一年的租借形式转会至德甲的法兰克福。 2023年1月31日，佩莱格里尼结束了在法兰克福的租借，并转租至拉齐奥，并附带买断选项。 2023年8月17日，佩莱格里尼再次以两年租借形式重返拉齐奥，并且如果满足某些条件，这笔交易将成为强制性买断。

## 国际生涯
佩莱格里尼于2018年10月11日在对阵比利时的友谊赛中首次代表意大利U21国家足球队出场，比赛以0–1告负。
他还参加了2019年国际足联U-20世界杯，意大利队在该赛事中获得第四名。 2019年9月，他首次被征召进入意大利国家足球队，参加与亚美尼亚和芬兰的2020年欧洲足球锦标赛预选赛。
他于2020年11月11日首次代表意大利国家队出场，在佛罗伦萨举行的友谊赛中替补出场，帮助球队以4–0战胜爱沙尼亚。 尽管他曾参加过早期的预选赛， 他并未入选意大利2021年U21欧洲足球锦标赛的阵容。由于他从2021年2月开始受到持续的内收肌短肌伤病困扰，因此未能参赛。

## 外部連結
- Soccerway資料庫：卢卡·佩莱格里尼
- FIGC Profile